# Faster (George Harrison)
Faster è un brano musicale scritto ed interpretato da George Harrison, terzo singolo estratto dal suo omonimo album del 1979. Il brano è il primo del secondo lato dell'LP, e la sesta traccia della versione in CD.
La canzone non venne pubblicata come singolo negli Stati Uniti ma solamente in Gran Bretagna.

## Il brano

### Stesura, registrazione e pubblicazione
Durante il 1977 Harrison si appassionò sempre più alla Formula Uno, assistendo a molti Gran Premi anziché scrivere canzoni.
Harrison entrò in contatto con Niki Lauda dopo il Gran Premio statunitense del 1977 a Watkins Glen, e dalla chiacchierata trasse l'ispirazione per scrivere una canzone che "sarebbe potuta piacere a Niki, Jody Scheckter, Emerson Fittipaldi e agli altri ragazzi". Harrison prese il titolo dal libro di Jackie Stewart, e poi iniziò la stesura del brano. Inizialmente scrisse il testo della canzone non limitandosi solamente alle corse automobilistiche, ma, quando furono aggiunti in studio degli effetti sonori tratti dal Gran Premio di Formula Uno britannico del 1978, il brano diventò chiaramente associato con il mondo delle corse.
Harrison in seguito disse:
La canzone venne dedicata all'intero "circo della Formula Uno" e alla memoria di Ronnie Peterson. Il singolo fu pubblicato da Harrison per aiutare a raccogliere fondi per il "Gunnar Nilsson Cancer Fund", associazione nata dopo la morte del pilota svedese Gunnar Nilsson avvenuta a causa di un cancro nel 1978. Ma il singolo fallì comunque l'entrata in classifica.
Il singolo venne prodotto anche in edizione limitata su picture disc, e fu la prima volta che un disco di un ex componente dei Beatles venne pubblicato in questo formato.
Nel video del brano compaiono il pilota Jackie Stewart nell'ironica veste dell'autista di Harrison, e lo stesso George alla guida dell'auto di Jack Brabham.

## Tracce singolo
1. Faster (George Harrison) - 4:46
2. Your Love Is Forever (George Harrison) - 3:45

## George Harrison & la passione per le auto
È piuttosto singolare che il Beatle più "spirituale" avesse questa grande passione per le auto da corsa, passione così lontana dal suo personale interesse per la meditazione. Lo stesso Harrison ammise: «Per quanto riguarda l'automobilismo in rapporto a me e agli altri miei interessi, so che per molti è qualcosa di inutile, forse da un punto di vista spirituale. Le automobili da corsa inquinano, uccidono, storpiano, fanno rumore. Essere un buon pilota da corsa, tuttavia, richiede un alto livello di consapevolezza. I piloti devono essere molto capaci di concentrazione e i pochi che sono al vertice arrivano a una sorta di dilatazione della propria coscienza.»
La passione di Harrison per le auto, ha radici lontane. Già nel corso dei primi anni di successo nei Beatles, iniziò a collezionare auto di lusso come Ferrari, BMW, Maserati, ecc...
Nel 2002, a pochi mesi di distanza dalla morte di Harrison, la Federazione Internazionale Automobilismo rese omaggio al musicista, grande assente alla gara di Silverstone: prima dell'inizio della gara, tutti gli altoparlanti del circuito trasmisero solo canzoni di George Harrison, iniziando proprio da Faster.